# آيت إسحاق
آيت إسحاق هي قرية مغربية وسط البلاد. تنتمي آيت إسحاق لإقليم خنيفرة وتبعد عن عاصمته 25 كلم جنوبا. يضم مركز آيت إسحاق بضواحيه 19.624 نسمة (حسب إحصاء 2004).

## تاريخ
كانت هذه المدينة في منتصف القرن الحادي عشر الهجري عاصمة للإمارة الدلائية، أسسها محمد الحاج الدلائي وشرع في بنائها يوم الأحد 16 ربيع الأول 1048هـ - 28 يوليو 1638م، وبنى بها قصره، وأحاطها بأسوار عالية مسننة كأسوار مدينة فاس. ولم تكن عهدئذ تسمى بهذا الاسم بل كانت تدعى بزاوية الدلاء ،وظلت تحمل هذا الاسم إلى أن تم الإستيلاء عليها وتحطيمها من طرف السلطان المولى الرشيد عام 1079هـ ــ 1668م، حيث بقيت بعد ذلك عبارة عن خراب وأنقاض هنا وهناك، فسميت حينها بزاوية إسحاق نسبة للقبيلة المتواجدة بها، فنقل المولى الرشيد يهود هذه المدينة إلى مدينة فاس لتفعيل النشاط الاقتصادي بها وبنى لهم كنيس ابن دنان.